# Vartiana necopinata
Vartiana necopinata är en insektsart som beskrevs av H. Aspöck och U. Aspöck 1965. Vartiana necopinata ingår i släktet Vartiana och familjen vaxsländor. Inga underarter finns listade i Catalogue of Life.